# Joe Roth
Joe Roth, właśc. Joseph Emanuel Roth (ur. 13 czerwca 1948 w Nowym Jorku) – amerykański reżyser i producent.
Roth urodził się w Nowym Jorku jako syn Frances i Lawrence'a Rothów.
Jest założycielem wytwórni filmowych, w tym Morgan Creek Entertainment, Caravan Pictures, Revolution Studios i Roth/Kirschenbaum Films.
Był także prezesem 20th Century Fox (1989–1992), Caravan Pictures (1993–1994) i Walt Disney Studios (1994–2000).
W latach 2007–2015 był akcjonariuszem większościowym amerykańskiego klubu piłki nożnej Seattle Sounders FC.